# Carrie Fisher
Pour les articles homonymes, voir Fisher.
Carrie Fisher, née le 21 octobre 1956 à Burbank et morte le 27 décembre 2016 à Los Angeles, est une actrice, romancière et scénariste américaine.
En 1977, dès son deuxième film, elle accède à la célébrité avec ses partenaires de Star Wars de George Lucas. Son interprétation de la princesse Leia, personnalité importante de l'Alliance rebelle en lutte contre l'Empire galactique, la propulse au rang de star internationale, le grand public l'associant systématiquement à ce personnage. Elle reprend ce rôle dans L'Empire contre-attaque (1980) puis Le Retour du Jedi (1983). Des problèmes de drogue et d'alcoolisme durant les années 1980 l'obligent à se tenir écartée des plateaux. Elle est tout de même remarquée dans Les Blues Brothers (1980), Hannah et ses sœurs (1986), Quand Harry rencontre Sally (1989), Austin Powers (1997), ou encore dans Scream 3 (2000).
Trente-deux ans plus tard, elle reprend le rôle de Leia dans Star Wars, épisode VII : Le Réveil de la Force (2015) puis elle tourne toutes ses scènes dans l'épisode VIII : Les Derniers Jedi. Elle meurt à 60 ans d'un arrêt cardiaque, avant la sortie de l'épisode VIII. Le lendemain de sa disparition, sa mère, Debbie Reynolds, meurt à son tour des suites d'un AVC. À sa sortie en décembre 2017, le film Les Derniers Jedi lui est dédié.
En 2017, elle reçoit un Disney Legends à titre posthume. Le 4 mai 2023 (Star Wars Day), elle reçoit à titre posthume son étoile sur le Walk of Fame à Hollywood.
Elle est la fille de l'actrice Debbie Reynolds et du chanteur Eddie Fisher, la sœur de Todd Fisher, la demi-sœur de Joely Fisher et de Tricia Leigh Fisher et la mère de Billie Lourd.

## Biographie

### Famille et débuts
Carrie Frances Fisher est la fille de l'actrice Debbie Reynolds et du chanteur Eddie Fisher. Elle a un frère cadet, l'acteur Todd Fisher, ainsi que deux demi-sœurs, les actrices Joely Fisher et Tricia Leigh Fisher, filles de son père et de l'actrice Connie Stevens. Ses grands-parents paternels étaient des immigrants juifs venus de Russie et sa mère comptait parmi ses ancêtres des Anglais et des Scots d'Ulster. Carrie fait ses premiers pas d'actrice au théâtre aux côtés de sa mère, arrêtant ses études secondaires. En 1975, elle décroche son premier rôle sur grand écran dans la comédie romantique Shampoo de Hal Ashby, écrite et interprétée par Warren Beatty.

### Star Wars

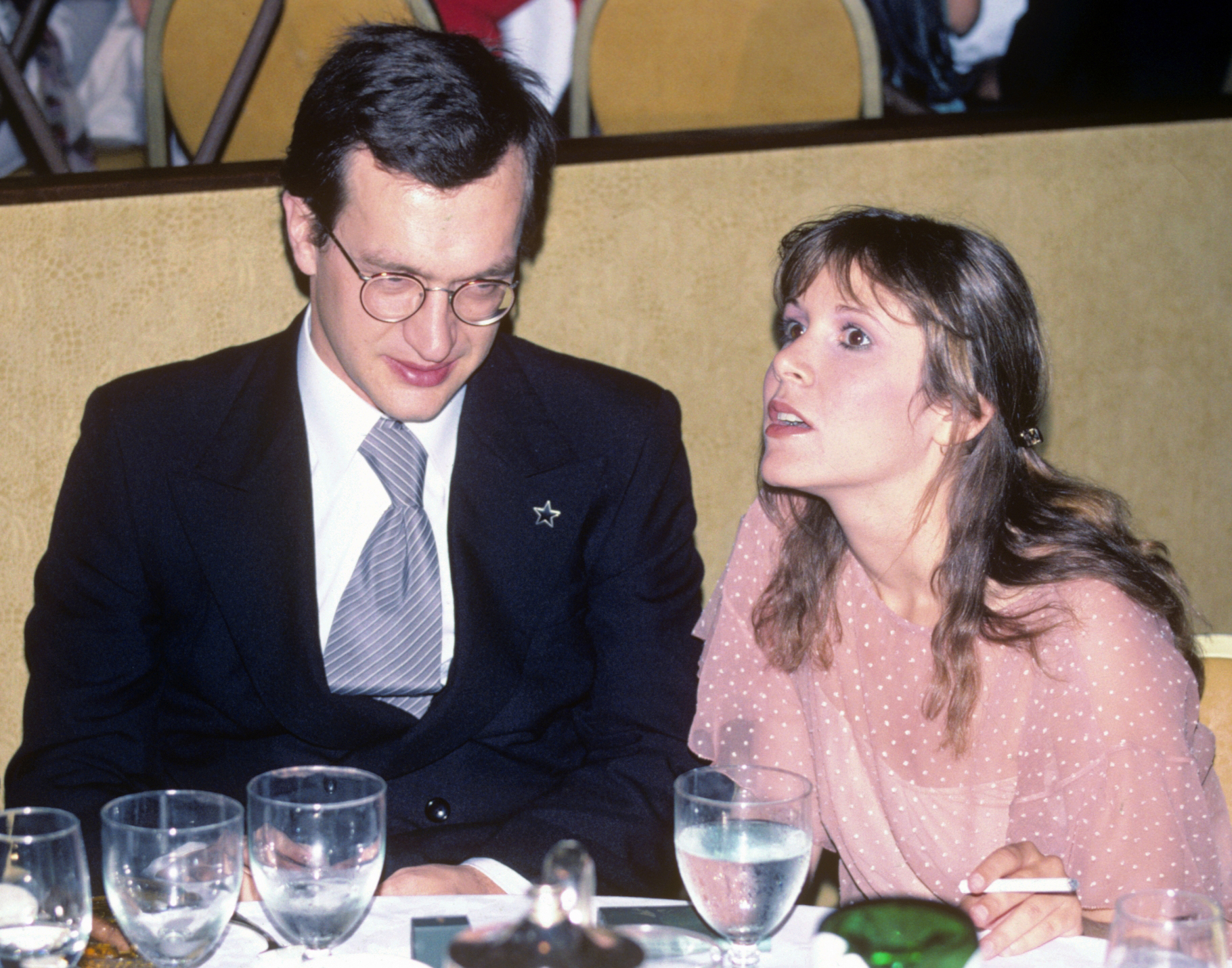
Carrie Fisher en compagnie de Wim Wenders à la première du film F.I.S.T. en 1978.

Carrie Fisher devient célèbre en 1977, alors qu'elle se présente à un double casting : Brian De Palma et George Lucas ont en effet organisé conjointement leurs auditions pour leurs films Carrie et Star Wars. Pressentie pour le premier film, Fisher refuse cependant de tourner nue (le rôle échoit finalement à Sissy Spacek) et se précipite sur le rôle de la princesse Leia. Sa coiffure médiévale encadrant une personnalité bien sentie rend le personnage incroyablement populaire. Carrie Fisher devient une star. Un rôle qu'elle reprend pour Star Wars, épisode V : L'Empire contre-attaque d'Irvin Kershner en 1980 et Star Wars, épisode VI : Le Retour du Jedi en 1983 de Richard Marquand.
En 1978, elle apparaît dans Au temps de la guerre des étoiles, une adaptation télévisuelle de la saga La Guerre des étoiles, réalisée par Steve Binder où elle reprend son rôle. N'ayant pas supervisé la réalisation, même s'il semble qu'il ait participé au scénario, George Lucas découvre lors de sa diffusion un programme qu'il juge tout à fait ridicule et obtient que ce dernier ne soit plus jamais diffusé. Ce sera bien le cas, les seules versions disponibles de nos jours l'étant sous forme pirate et provenant d'enregistrements par magnétoscopes de l'époque. Lucas a même confié à un auteur qu'il souhaiterait que toutes les copies soient détruites.
Le 18 novembre 1978, elle est la présentatrice de l'émission américaine Saturday Night Live, dans laquelle elle apparaît en bikini et interprète une chanson dans le style des années 1950. À l'occasion du 30e anniversaire de la Saga Star Wars elle se remémore la soirée : « Faire le Saturday Night Live a été une formidable expérience. Je vivais à l'époque avec Paul Simon, juste à côté de chez Lorne Michaels, le producteur de l'émission. Outre la chanson, j'ai également imité Linda Blair, et j'ai été un peu déconcertée quand j'ai vu L'Exorciste. Dan Aykroyd m'a interviewée en Linda Blair. Ils ont aussi imité Alec Guinness parlant de manière très étrange grâce à la Force. Mais je ne me souviens plus de tous les détails car ça fait, quoi, presque trente ans ? »
Son immense popularité lui permet de tourner dans Les Blues Brothers (1980), où elle campe la femme mystérieuse complètement déjantée (elle fut brièvement fiancée à Dan Aykroyd, son partenaire dans le film). Toutefois, c'est à cette période que ses ennuis commencent. Carrie Fisher souffre de plusieurs addictions (alcool notamment) au moment du tournage de Star Wars, épisode VI : Le Retour du Jedi. C'est dans ce film qu'elle apparaît, prisonnière de Jabba le Hutt, dans un bikini métallique doré, une image devenue iconique. Elle s'éloigne ensuite du milieu, se faisant de plus en plus rare sur les écrans dès la fin de la saga Star Wars en 1983. Elle est brièvement entre 1983 et 1984 l'épouse du chanteur Paul Simon.

### Actrice et scénariste

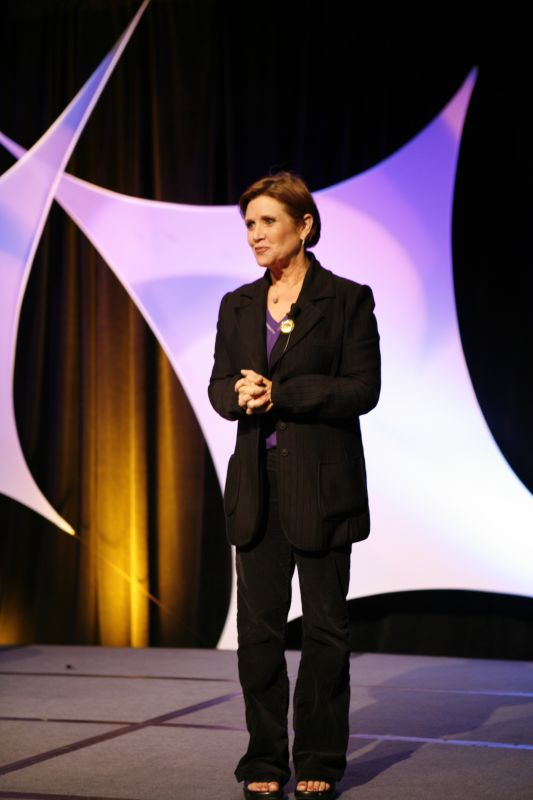
Carrie Fisher à la quatrième édition des fêtes Star Wars en 2007.

Choisissant ses projets, Carrie Fisher tourne avec des réalisateurs renommés : Woody Allen pour Hannah et ses sœurs (1986), Rob Reiner pour Quand Harry rencontre Sally (1989), ainsi que dans le film de Joe Dante Les Banlieusards (The 'Burbs) où elle interprète la femme de Ray Peterson interprété par Tom Hanks.
Elle fait également des caméos dans Austin Powers (1997) , Scream 3 (2000), Beautés empoisonnées (2001), Jay et Bob contre-attaquent (Jay and Silent Bob Strike Back, 2002) et Charlie's Angels 2 (Charlie's Angels : Full Throttle, 2003).
L'activité principale de Carrie Fisher consiste ensuite en l'écriture : elle a scénarisé un épisode de la série TV Les Aventures du jeune Indiana Jones et a vu son livre Postcards from the Edge (Bons baisers d'Hollywood) adapté à l'écran par Mike Nichols, qui est une autobiographie romancée racontant sa relation avec sa mère l'actrice Debbie Reynolds (Chantons sous la pluie). Elle a également écrit les cérémonies des Oscars de 1997, 2002 et 2007.
À partir des années 1990, Carrie Fisher devient également l'un des script doctors les plus recherchés d'Hollywood[réf. nécessaire] et contribue à la réécriture de dizaines de scénarios, dans les coulisses et sans être créditée à l'écran. Elle a notamment travaillé sur Sister Act, L'Arme fatale 3, Hook ou la Revanche du capitaine Crochet, Star Wars, épisode I : La Menace fantôme, ou encore Scream 3.
En 2008, elle voit son roman autobiographique The Best Awful (2004) adapté en une mini-série, avec Meg Ryan dans le rôle principal. L'histoire est celle d'une ex-actrice de cinéma reconvertie en présentatrice de talk-show que sa vie personnelle mouvementée mène tout droit en clinique.
Carrie Fisher apparaît également dans un épisode de Sex and the City où elle joue son propre rôle. Carrie Bradshaw, qui fréquente un gardien de maisons se faisant passer pour un agent qui s'occupe de l'actrice, se retrouve face à celle-ci.

### Retour àStar Wars

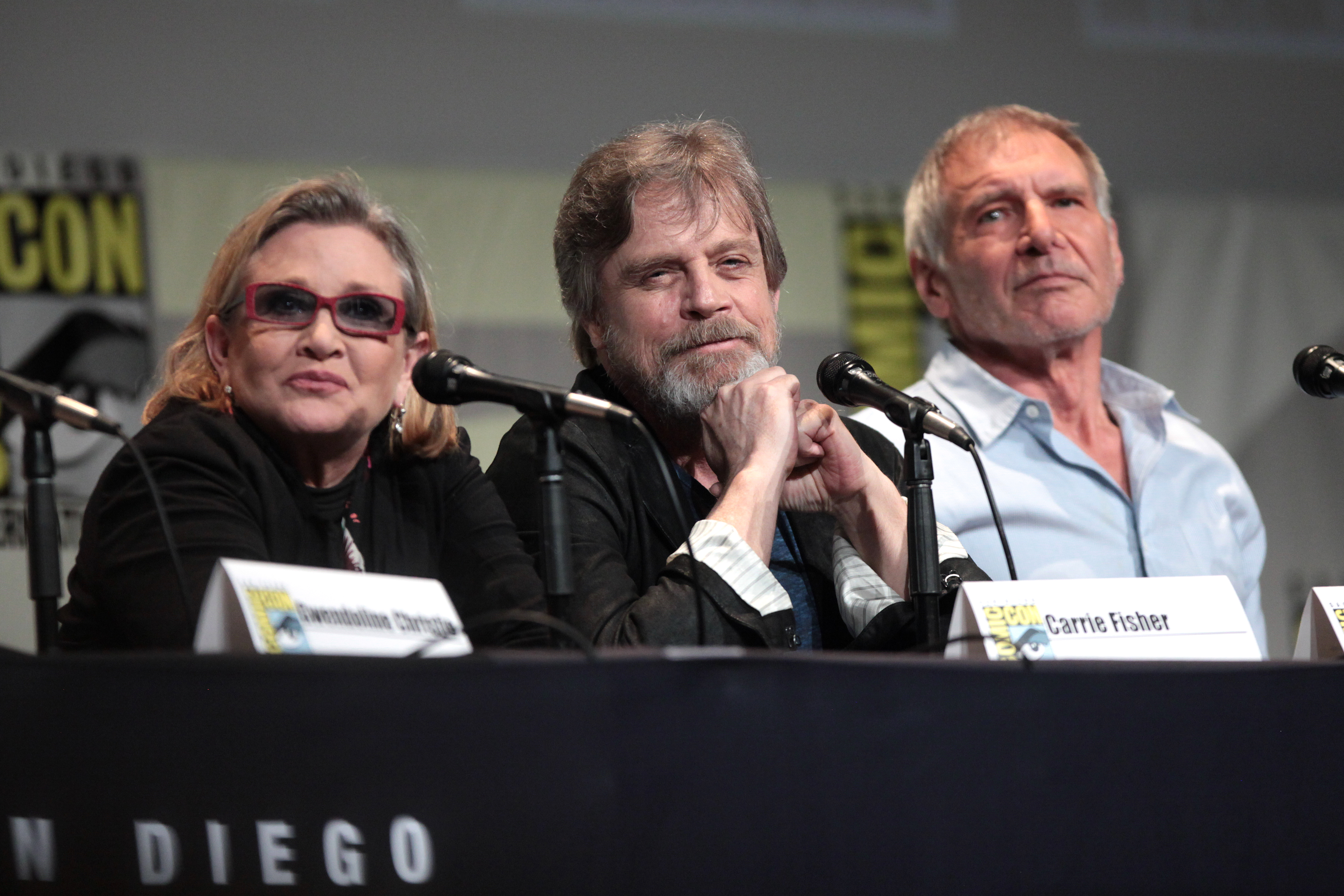
Carrie Fisher, Mark Hamill et Harrison Ford lors de la Comic-Con 2015.

Le 6 mars 2013, Carrie Fisher indique, lors d'une interview, être prête à reprendre son rôle de Leia Organa pour un nouvel épisode de Star Wars.
Du 28 août 2013 au 7 septembre 2013, elle est membre du jury des longs-métrages lors du 70e Festival de Venise. Le jury est présidé par le réalisateur italien Bernardo Bertolucci.
En janvier 2014, elle apparaît dans son propre rôle, dans l'épisode 14 de la septième saison de The Big Bang Theory.
En mai 2014 sort le nouveau film de David Cronenberg, Maps to the Stars, dans lequel Fisher joue un rôle secondaire (son propre rôle). Le film est sélectionné en Compétition pour la Palme d'or lors du 67e Festival de Cannes.
En décembre 2015, elle retrouve  le rôle de la princesse Leia Organa, plus âgée de trente ans, dans Star Wars, épisode VII : Le Réveil de la Force de J. J. Abrams, réalisé pour les studios Walt Disney, nouveaux propriétaires de la franchise. Toujours dans ce rôle, elle apparaît en image de synthèse avec son visage de l'époque de Star Wars, épisode IV : Un nouvel espoir, dans Rogue One: A Star Wars Story de Gareth Edwards.
Elle est présente dans l'épisode VIII, sorti en décembre 2017 et dont le tournage s'est achevé en juillet 2016 et pour lequel elle a tourné toutes ses scènes avant sa disparition. Les producteurs de Star Wars ont annoncé qu’ils ne comptaient pas recréer un double numérique de Carrie Fisher pour l'Episode IX de la saga. Toutefois, elle est comptée dans le générique et des scènes sont bien présentes dans l'Episode IX, dans lequel la Générale Leia décède en tentant d’entrer en contact avec son fils Ben. Des rushs de l 'épisode VII ont été utilisés pour l'intégrer dans l'Episode IX : les décors, sa coiffure et son costume ont ensuite été ajoutés numériquement.
En 2023 est sorti le film Wonderwell de Vlad Marsavin, dont certaines scènes ont été tournées avant le décès de Carrie Fisher, avec entre autres Rita Ora, Kiera Milward, Nell Tiger Free et Sebastian Croft.

### Vie privée
Carrie Fisher est la belle-fille des actrices Elizabeth Taylor et Connie Stevens, à la suite du mariage de son père, Eddie Fisher, avec celles-ci. Elle a une fille avec Bryan Lourd, Billie Lourd, née le 17 juillet 1992. Très tôt, l’Américaine révèle qu’elle souffre d’un trouble bipolaire, diagnostiqué à l’âge de 24 ans. Elle s'est exprimée dans les médias à plusieurs reprises sur le trouble bipolaire, l'addiction et la dépression dont elle souffrait. Elle a également beaucoup écrit sur le sujet, notamment dans son autobiographie ou au travers d'articles comme dans le journal The Guardian,. Son message a compté dans la lutte contre la stigmatisation qui entoure les maladies mentales. Elle a reçu une récompense en 2016, "Outstanding Lifetime Achievement Award in Cultural Humanism" par "the Humanist Hub" et "the Harvard Community of Humanists, Atheists, and Agnostics", en partie pour ses efforts pour dé-stigmatiser la maladie mentale.
En août 1983, elle épouse Paul Simon, ils se séparent en juillet 1984.
Ayant appris le français pendant ses études, on peut la voir s'exprimer dans cette langue lors d'une entrevue accordée à TF1 en 1977 pour la sortie de La Guerre des étoiles,.
En 2008, elle publie son autobiographie, Wishful Drinking (en), dont la chaine de télévision HBO tire un documentaire en 2010. Dans son livre de mémoires, The Princess Diarist, paru en novembre 2016, elle confie avoir eu une « liaison intense » avec Harrison Ford en marge du tournage de Star Wars en 1976.

### Mort

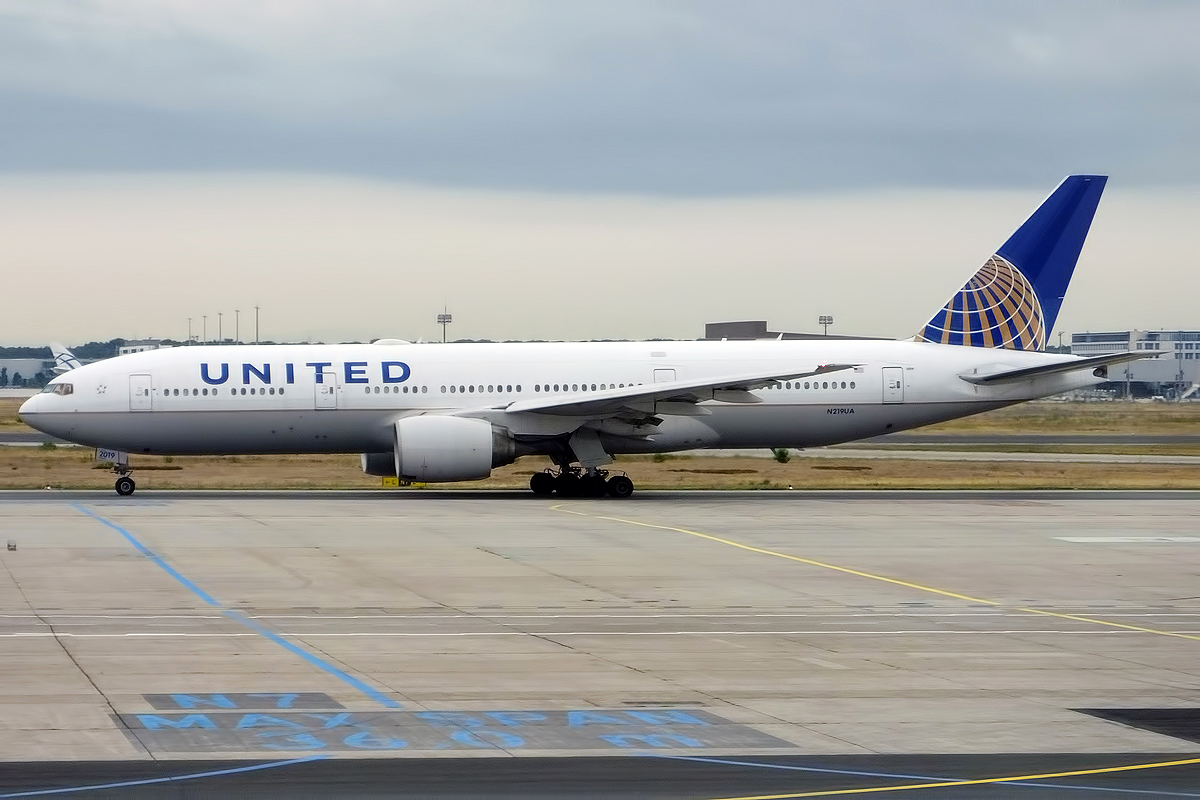
Le Boeing 777-200ER immatriculé N219UA de la United Airlines dans lequel Carrie Fisher se trouvait lors de son arrêt cardiaque.

Le 23 décembre 2016, Carrie Fisher est victime, quinze minutes avant l'atterrissage à Los Angeles, d'un arrêt cardiaque à bord d'un avion Boeing 777 de l’United Airlines parti de Londres (elle y faisait la promotion de ses mémoires The Princess Diarist). Emmenée à l'hôpital en soins intensifs, son frère déclare par la suite qu'elle est dans un état stable, information confirmée par sa mère Debbie Reynolds, deux jours plus tard. Cependant, son état de santé ne s'améliore pas ; elle meurt le 27 décembre 2016, à l'âge de 60 ans, sans avoir repris connaissance,.
Lui rendant hommage, Harrison Ford déclare le jour même à la chaîne américaine NBC : « Carrie était unique... brillante et originale. Drôle et intrépide. Elle a vécu sa vie, courageusement. Mes pensées vont vers sa fille, Billie, sa mère Debbie, son frère Todd et ses nombreux amis. Elle va nous manquer à tous. »
Sa mère, Debbie Reynolds, succombe à un AVC le lendemain de sa mort.
Étant donné que Disney et l'actrice avaient signé un contrat d'assurance dans le cas où elle ne pourrait plus « remplir ses obligations de jouer dans les prochains films Star Wars », le studio américain est en mesure de toucher les 50 millions de dollars prévus dans le contrat.

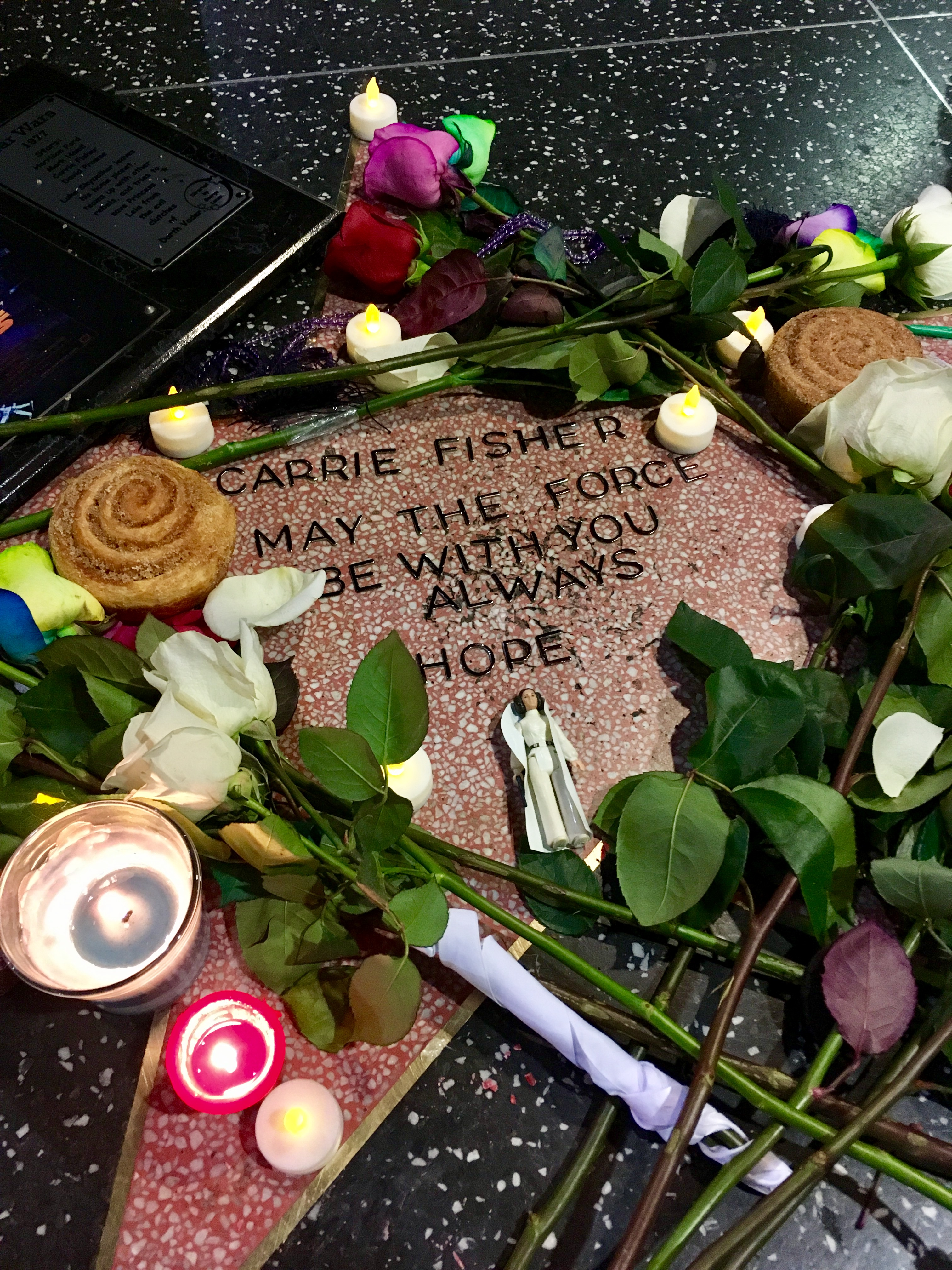
Étoile faite par les fans de Carrie Fisher sur le Hollywood Walk of Fame.

Carrie Fisher est inhumée le 5 janvier 2017 avec sa mère au cimetière Forest Lawn d'Hollywood Hills, à Los Angeles,, dans une urne en forme de gélule de prozac, pour symboliser ses récurrents troubles mentaux. Un hommage public est organisé le 25 mars 2017, après que ses proches se sont recueillis en privé.
Le 16 juin 2017, les causes de sa mort sont officiellement dévoilées. Le bureau du médecin légiste de Los Angeles révèle que Carrie Fisher serait morte d'apnée du sommeil ainsi que d'autres facteurs indéterminés. Le 19 juin, le rapport de médecine légale dévoilé par la police rapporte que le corps de l'actrice, morte en décembre 2016, contenait « de la cocaïne, de l'héroïne, de l'ecstasy, de la méthadone, de l'alcool et des opiacés ». Les doses et le moment des prises n'ont toutefois pu être définis.
À partir de cette même autopsie, des journalistes ont esquissé un lien entre son arrêt cardiaque et le fait que, pour l‘épisode VII de Star Wars, la production lui avait demandé de perdre quinze kilos - ce qui serait un des facteurs explicatifs de son décès, en plus de la fatigue du cœur provoqué par la prise de cocaïne et autres drogues, et de ses précédentes luttes pour contrôler son poids,.

## Filmographie
Sauf indication contraire, les informations mentionnées dans cette section peuvent être confirmées par la base de données cinématographiques IMDb,  présente dans la section « Liens externes ».

### Actrice

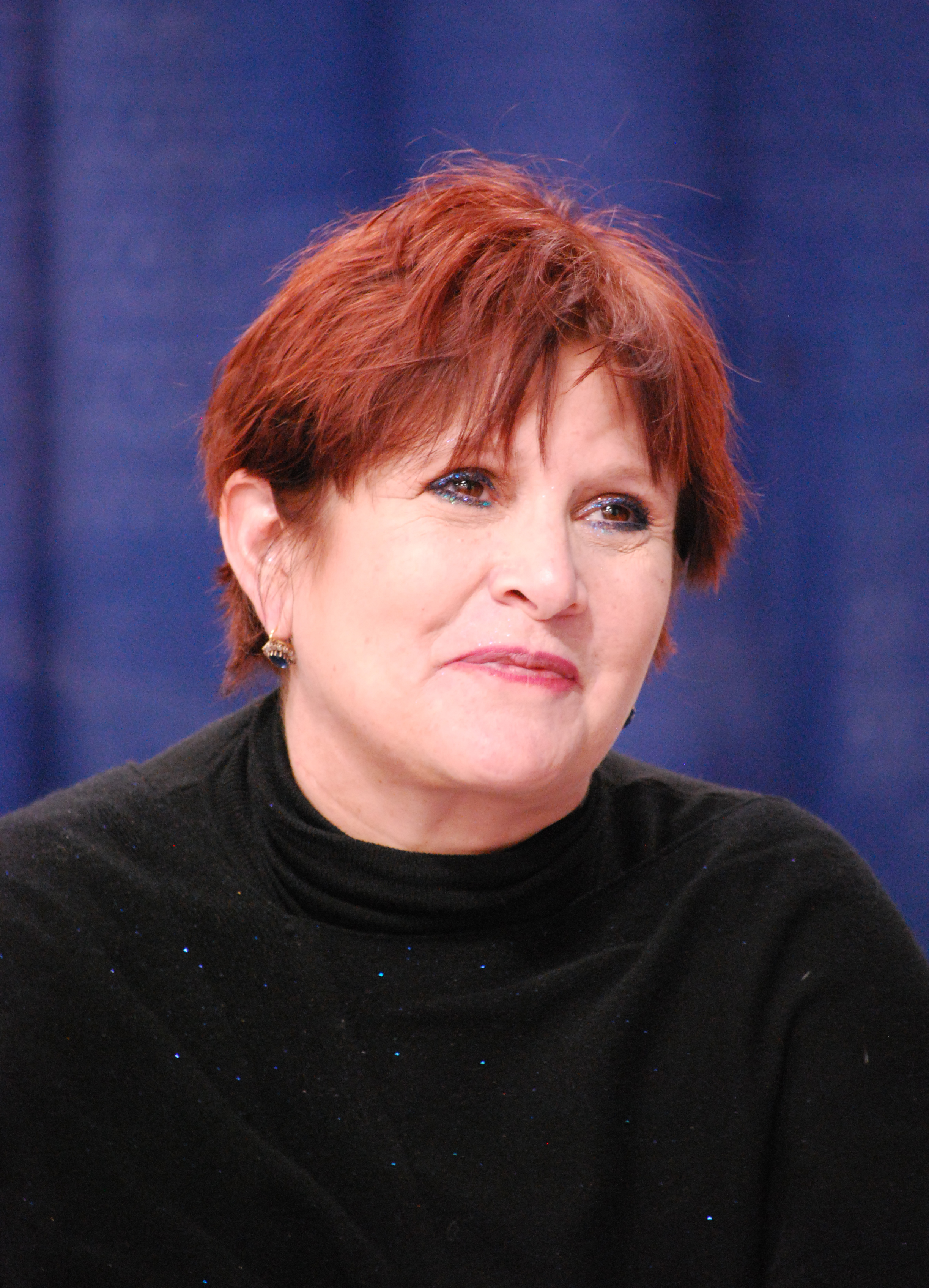
Carrie Fisher en 2009.

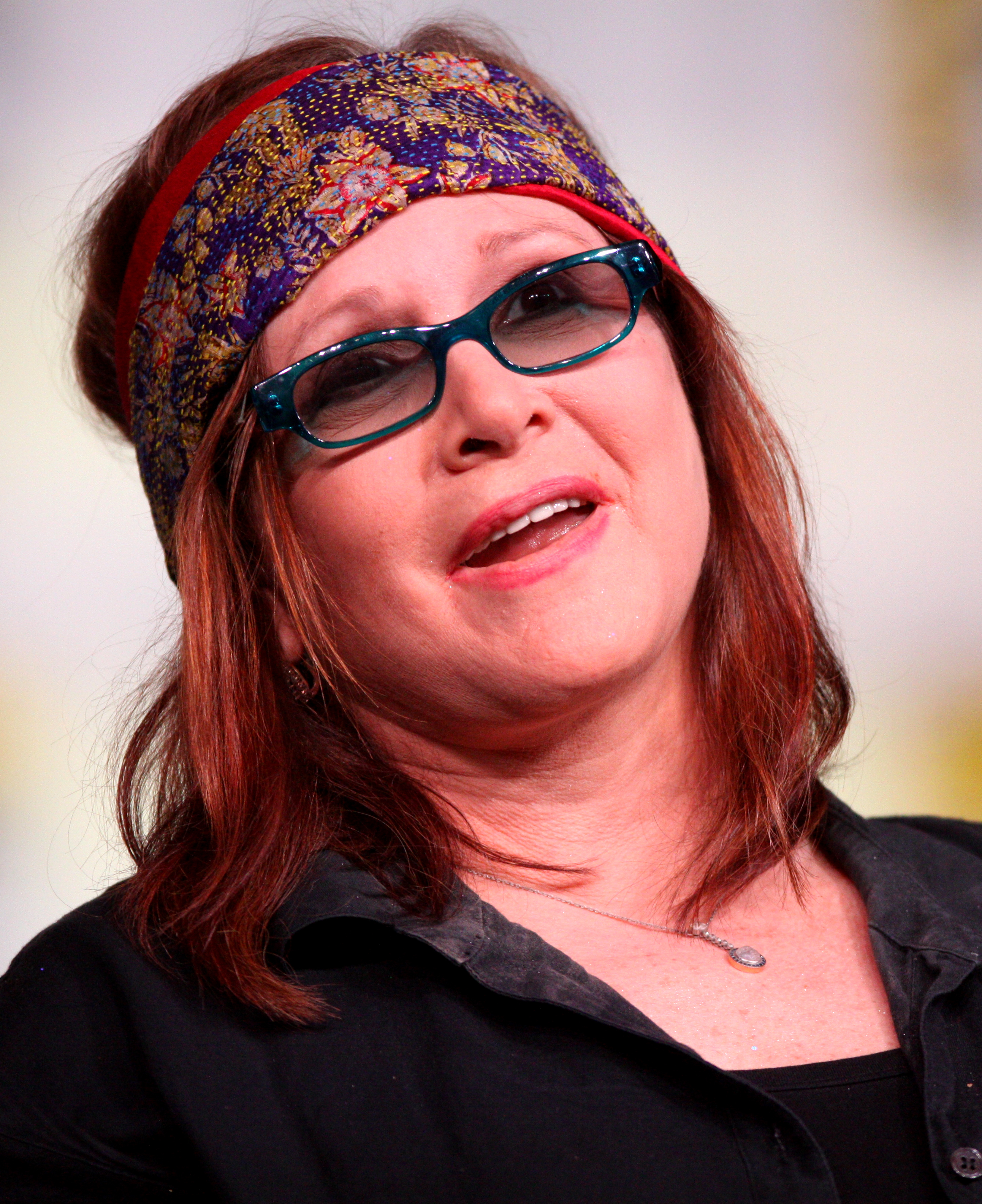
Carrie Fisher en 2012.

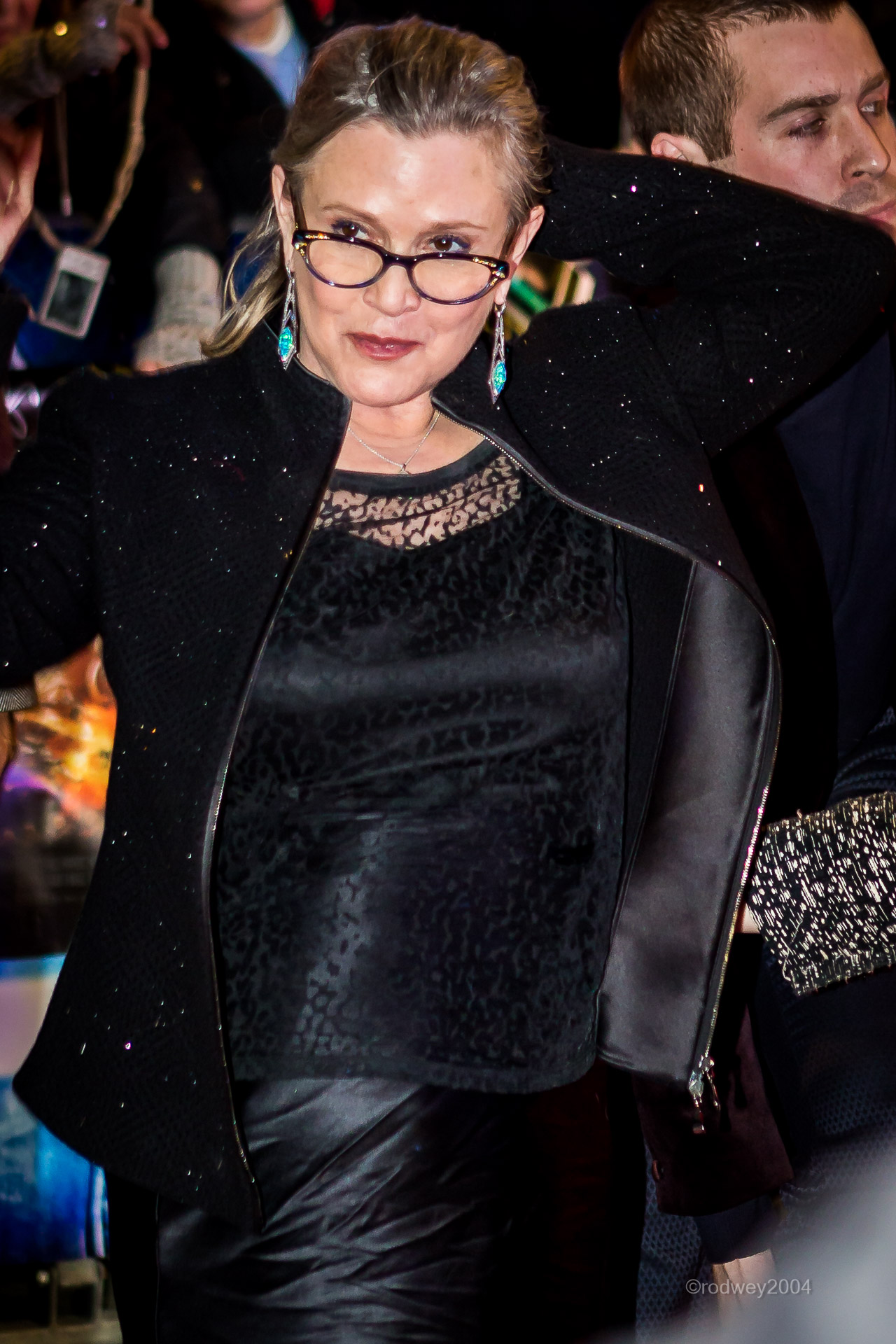
Carrie Fisher en 2015 lors de la première de Star Wars, épisode VII.

#### Cinéma
- 1975 : Shampoo d'Hal Ashby : Lorna Carp
- 1977 : Star Wars, épisode IV : Un nouvel espoir (Star Wars: Episode IV – A New Hope) de George Lucas :  Princesse Leia Organa
- 1980 : Les Blues Brothers (The Blues Brothers) de John Landis : l'ex de Jake
- 1980 : Star Wars, épisode V : L'Empire contre-attaque (Star Wars : Episode V – The Empire Strikes Back) d'Irvin Kershner : Princesse Leia Organa
- 1981 : Under the Rainbow de Steve Rash : Annie Clark
- 1983 : Star Wars, épisode VI : Le Retour du Jedi (Star Wars: Episode VI – Return of the Jedi) de Richard Marquand : Princesse Leia Organa
- 1984 : À la recherche de Garbo (Garbo Talks) de Sidney Lumet : Lisa Rolfe
- 1984 : Happily Ever After : la mère de Molly (voix)
- 1985 : L'Homme à la chaussure rouge (The Man with One Red Shoe) de Stan Dragoti : Paula
- 1986 : Hollywood Vice Squad de Penelope Spheeris : Betty Melton
- 1986 : Hannah et ses sœurs (Hannah and Her Sisters) de Woody Allen : April
- 1987 : Cheeseburger film sandwich (Amazon Women on the Moon) de John Landis : Mary Brown
- 1987 : Time Guardian de Brian Hannant : Petra
- 1988 : Rendez-vous avec la mort (Appointment with Death) de Michael Winner : Nadine Boynton
- 1989 : Quand Harry rencontre Sally (When Harry Met Sally...) de Rob Reiner : Marie
- 1989 : Loverboy de Joan Micklin Silver : Monica Delancy
- 1989 : Les Banlieusards (The 'Burbs) de Joe Dante : Carol Peterson
- 1989 : Morte mais pas trop (She's back) de Tim Kincaid :  Beatrice
- 1990 : L'Amour dans de beaux draps (Sibling Rivalry) de Carl Reiner : Iris Turner-Hunter
- 1990 : Une femme parfaite (Sweet Revenge) de Charlotte Brändström : Linda
- 1991 : Hook ou la Revanche du capitaine Crochet (Hook) de Steven Spielberg : la femme embrassée sur le pont (non crédité)
- 1991 : La télé lave plus propre (Soapdish) de Michael Hoffman : Betsy Faye Sharon
- 1991 : Drop Dead Fred d'Ate de Jong : Janie
- 1992 : Ma vie est une comédie (This Is My Life) de Nora Ephron : Claudia Curtis
- 1997 : Austin Powers (Austin Powers: International Man of Mystery) de Jay Roach : la thérapeute (non crédité)
- 2000 : Scream 3 de Wes Craven : Bianca Burnette
- 2001 : Jay et Bob contre-attaquent (Jay and Silent Bob Strike Back) de Kevin Smith : une nonne
- 2001 : Beautés empoisonnées (Heartbreakers) de David Mirkin : Mme Surpin
- 2002 : A Midsummer Night's Rave (en) de Gil Cates Jr. : la mère de Mia
- 2003 : Wonderland de James Cox : Sally Hansen
- 2003 : Charlie's Angels : Les Anges se déchaînent ! (Charlie's Angels: Full Throttle) de McG : la mère supérieure
- 2004 : L'Histoire (Stateside) de Reverge Anselmo : Mme Dubois
- 2007 : Cougar Club de Christopher Duddy : Gladys Goodbey
- 2008 : The Women de Diane English : Nancy Blake
- 2008 : Fanboys de Kyle Newman : Docteur
- 2009 : Sœurs de sang (Sorority Row) de Stewart Hendler : Mme Crenshaw
- 2009 : White Lightnin' de Dominic Murphy : Cilia
- 2014 : Maps to the Stars de David Cronenberg : elle-même
- 2015 : Star Wars, épisode VII : Le Réveil de la Force de J. J. Abrams : Générale Leia Organa
- 2016 : Rogue One: A Star Wars Story de Gareth Edwards : Princesse Leia Organa (en images de synthèse)
- 2017 : Star Wars, épisode VIII : Les Derniers Jedi (The Last Jedi) de Rian Johnson : Générale Leia Organa
- 2019 : Star Wars, épisode IX : L'Ascension de Skywalker (Star Wars: Episode IX – The Rise of Skywalker) de J. J. Abrams : Générale Leia Organa
- 2020 : Have a Good Trip : Un voyage psychédélique de Donick Cary : elle-même
- 2023 : Wonderwell de Vlad Marsavin : Hazel

#### Télévision
Téléfilms
- 1977 : Come Back, Little Sheba (en) : Marie
- 1978 : Au temps de la guerre des étoiles (The Star Wars Holiday Special) : Princesse Leia Organa
- 1978 : Leave Yesterday Behind : Marnie Clarkson
- 1978 : Ringo : Marquine
- 1984 : Frankenstein : Elizabeth
- 1985 : From Here to Maternity : Veronica
- 1986 : Sunday Drive (en) : Franny Jessup
- 1986 : Liberty : Emma Lazarus
- 2005 : Romancing the Bride (en) : Edwina
- 2012 : Ce Noël qui a changé ma vie : Eve Miller

Séries télévisées
- 1982 : Laverne and Shirley : Cathy
- 1984 : Faerie Tale Theatre : Thumbelina
- 1987 : Histoires fantastiques : Laurie McNamara
- 1989 : Trying Times : Enid
- 1995 : Frasier : Phyllis
- 1997 : Gun : Nancy
- 2000 : Sex and the City : elle-même
- 2002 : Les Enquêtes de Nero Wolfe : Ellen Tenzen
- 2003 : Good Morning, Miami : Judy Silver
- 2004 : Jack et Bobby : Madison Skutcher
- 2005 : Smallville : Pauline Kahn
- 2005 - 2017 : Les Griffin : Angela (voix)
- 2007 : 30 Rock : Rosemary Howard
- 2007 : Side Order of Life (en) : Dr Gilbert
- 2007 : Weeds : l'avocate de Célia
- 2010 : Entourage : Anna Fowler
- 2014 : The Big Bang Theory : elle-même (saison 7, épisode 14)
- 2015 : Catastrophe : Mia (Saisons 1 à 3)

#### Jeux vidéo
- 2012 : Dishonored : Officière de propagande

### Scénariste
Carrie Fisher a officié comme script doctor pour faire des réécritures sur de nombreux scénarios, notamment en retravaillant des dialogues

#### Cinéma
- 1990 : Bons baisers d'Hollywood (Postcards from the Edge) de Mike Nichols
- 1991 : Hook ou la Revanche du capitaine Crochet (Hook) de Steven Spielberg (uniquement script doctor)
- 1992 : Sister Act d'Emile Ardolino (uniquement script doctor)
- 1993 : Quand Harriet découpe Charlie ! (So I Married an Axe Murderer) de Thomas Schlamme (uniquement script doctor)
- 1993 : Made in America de Richard Benjamin (uniquement script doctor)
- 1993 : Last Action Hero de John McTiernan (uniquement script doctor)
- 1994 : La Rivière sauvage (The River Wild) de Curtis Hanson (uniquement script doctor)
- 1994 : My Girl 2 de Howard Zieff (uniquement script doctor)
- 1994 : La Surprise (Milk Money) de Richard Benjamin (uniquement script doctor)
- 1994 : Rendez-vous avec le destin (Love Affair) de Glenn Gordon Caron (uniquement script doctor)
- 1995 : Alerte ! (Outbreak) de Wolfgang Petersen (uniquement script doctor)
- 1996 : Leçons de séduction (The Mirror Has Two Faces) de Barbra Streisand (uniquement script doctor)
- 1998 : Wedding Singer : Demain, on se marie ! (The Wedding Singer) de Frank Coraci (uniquement script doctor)
- 1999 : Star Wars, épisode I : La Menace fantôme (Star Wars: Episode I – The Phantom Menace) de George Lucas (uniquement script doctor)
- 2000 : Scream 3 de Wes Craven (écriture de sa propre scène caméo)
- 2000 : Coyote Girls (Coyote Ugly) de David McNally (uniquement script doctor)
- 2002 : Star Wars, épisode II : L'Attaque des clones (Star Wars: Episode II – Attack of the Clones) de George Lucas (uniquement script doctor)
- 2002 : Kate et Léopold (Kate & Leopold) de James Mangold (uniquement script doctor)
- 2005 : Star Wars, épisode III : La Revanche des Sith (Star Wars: Episode III – Revenge of the Sith) de George Lucas (uniquement script doctor)

#### Télévision
- 1993 : Les Aventures du jeune Indiana Jones (The Young Indiana Jones Chronicles) (série TV) - saison 2, épisode 16
- 1997 : Roseanne (série TV) - saison 9, épisode 22
- 1997 : 69e cérémonie des Oscars (participation à l'écriture de la cérémonie)
- 2001 : Drôles de retrouvailles (These Old Broads) (téléfilm) de Matthew Diamond
- 2002 : 74e cérémonie des Oscars (participation à l'écriture de la cérémonie)
- 2007 : 79e cérémonie des Oscars (participation à l'écriture de la cérémonie)
- 2010 : Wishful Drinking (documentaire TV) de Fenton Bailey et Randy Barbato

## Distinctions

### Academy of Science Fiction, Fantasy and Horror Films (États-Unis)
| Année | Groupe       | Récompense        | Résultat   | Film                                      |
| ----- | ------------ | ----------------- | ---------- | ----------------------------------------- |
| 1978  | Saturn Award | Meilleure actrice | Nomination | Star Wars, épisode IV : Un nouvel espoir  |
| 1984  | Saturn Award | Meilleure actrice | Nomination | Star Wars, épisode VI : Le Retour du Jedi |

### British Academy of Film and Television Arts
| Année | Groupe                                      | Récompense               | Résultat   | Film                                               |
| ----- | ------------------------------------------- | ------------------------ | ---------- | -------------------------------------------------- |
| 1991  | British Academy of Film and Television Arts | Meilleur scénario adapté | Nomination | Bons baisers d'Hollywood (Postcards from the Edge) |

## Voix francophones
Carrie Fisher a été doublée par plusieurs comédiennes dont notamment Béatrice Delfe dans les films Shampoo et  À la recherche de Garbo ainsi que dans la troisième trilogie de Star Wars. Évelyn Séléna l'a doublée dans la première trilogie de Star Wars ainsi que dans la série Smallville.
À titre exceptionnel, elle a été doublée par Claude Chantal dans le téléfilm Au temps de la guerre des étoiles, Michele Bardollet dans The Blues Brothers, Annie Balestra dans Hannah et ses sœurs, Véronique Desmadryl dans le deuxième doublage de Cheeseburger Film Sandwich, Maïk Darah dans Un sacré dimanche, Pauline Larrieu dans Quand Harry rencontre Sally, Marie-Martine Bisson dans Les Banlieusards, Jackie Berger dans Morte mais pas trop, Dany Tayarda dans Rendez-vous avec la mort, Frédérique Tirmont dans L'Amour dans de beaux draps, Céline Monsarrat dans Austin Powers, Joëlle Brover dans Scream 3, Mireille Delcroix dans Wonderland, Marie-Martine dans Charlie's Angels : Les Anges se déchaînent ! et Jessie Lambotte dans Cougar Club.